# Quiescenza
In biologia, la quiescenza è lo stato di sospensione reversibile dei processi vitali fondamentali in un organismo vivente.

## Descrizione
In natura vi sono numerosi organismi vegetali e animali capaci di arrestare, in modo reversibile, i propri processi vitali fondamentali. Lo stato conseguente viene detto quiescenza, o anche torpore, ibernazione, animazione sospesa. Anche il letargo e la estivazione sono considerati forme di quiescenza.
Questo stato è caratterizzato da drastica riduzione dell'attività delle cellule e della loro produzione di energia, che può arrivare al totale arresto della motilità cellulare visibile al microscopio.
Esso sembra essere un meccanismo difensivo e di adattamento all'ambiente, che permette a quegli organismi di superare particolari stress ambientali, come condizioni estreme di temperatura, carenza estrema di ossigeno, lesioni fisiche, ecc. Si attiva in risposta alla condizione ambientale di stress, e si disattiva al ritorno della condizione normale. 
Sono esempi comunemente noti di quiescenza: i semi che restano dormienti per anni nei terreni desertici, e germinano all'arrivo della pioggia; gli embrioni del gamberetto Artemia salina (scimmie di mare), che possono resistere diversi anni fuori dall'acqua, e quando reimmersi riprendono il loro sviluppo.

## Funzionamento
La cellula eucariote ha al suo interno vari organelli che sono specializzati in compiti diversi. In particolare i mitocondri sono specializzati nella produzione di molecole di ATP, "carburante" che viene poi consumato dalla cellula per svolgere la sua attività complessiva. I mitocondri producono ATP attraverso il processo di fosforilazione ossidativa che comporta l'uso di ossigeno. L'ossigeno arriva alla cellula attraverso il sistema circolatorio.
Quando la presenza di ossigeno nell'ambiente si riduce quasi totalmente (condizione di anossia), l'organismo non è più in grado di assorbirlo e farlo arrivare alle sue cellule. I mitocondri non possono più svolgere la loro attività. E la cellula resta senza "carburante". In questa condizione di stress estremo scatta lo stato di quiescenza.
È la presenza nel DNA di specifici geni a determinare nelle condizioni di anossia l'attivazione dello stato di quiescenza. Possono quindi entrare in tale stato solo gli organismi geneticamente predisposti.
Quando invece la presenza di ossigeno nell'ambiente si riduce ma non completamente (condizione di ipossia), l'organismo continua ad assorbirlo, i mitocondri continuano a svolgere la loro attività, ma l'ATP prodotto sarà insufficiente per garantire alla cellula il suo pieno funzionamento, ed essa continuando l'attività si danneggerà.

## L'uomo
Allo stato attuale delle conoscenze è ignoto se gli esseri umani siano geneticamente predisposti per l'attivazione dello stato di quiescenza. Suscitano interesse tra gli studiosi i diversi casi di sopravvivenza dopo congelamento, registrati dalle cronache soprattutto nei paesi freddi.